# Mothers Against Drunk Driving
Mothers against Drunk Driving (MADD), zu deutsch etwa "Mütter gegen Trunkenheit am Steuer", ist eine Elternorganisation in den USA, die sich gegen das Autofahren im alkoholisierten Zustand richtet. Die Organisation hat sich in jüngeren Jahren eine Art Neuauflage der Prohibition auf ihre Fahnen geschrieben.

## Entstehung und Agenda
Die Gruppe wurde im Jahr 1980 von Candy Lightner aus Kalifornien unter dem Namen Mothers Against Drunk Drivers (Mütter gegen betrunkene Autofahrer) gegründet, nachdem ihre 13-jährige Tochter Cari in einem durch einen alkoholisierten Autofahrer verursachten Verkehrsunfall getötet worden war. Zu dieser Zeit wurden betrunkene Unfallverursacher in den Vereinigten Staaten meist nicht in geschlossene Gefängnisse, sondern in den offenen Strafvollzug geschickt. In diesem Fall wurde der Autofahrer für zwei Jahre in ein sogenanntes "half-way-house" geschickt. Er musste zwar dort übernachten, aber er konnte dennoch jeden Tag zu seinem alten Arbeitsplatz fahren. Als Reaktion darauf gründete Lightner die MADD.
Zentrale Ziele sind:
- die Verschärfung von gesetzlichen Sanktionen gegen betrunkene Autofahrer, einschließlich Freiheitsstrafen.
- die Absenkung der zulässigen Promillegrenze.
- mehr Hilfe für Verkehrsopfer.
- Steuererhöhungen für alkoholische Getränke.
- Beschränkung der Verkaufsmöglichkeiten für alkoholische Getränke.

## Unterstützer
Die Vereinigung wird von vielen bekannten Persönlichkeiten unterstützt, zum Beispiel der Miss America 2006, Jennifer Berry. Berry beeindruckte die Jury mit ihrer entschiedenen Aussprache gegen Trunkenheit am Steuer. Ferner ist beispielsweise Dorian Gregory, ein US-amerikanischer Schauspieler, für die Organisation tätig.

## Kritik
Die MADD ist in der amerikanischen Öffentlichkeit einer umfangreichen Kritik ausgesetzt: Viele Kritiker sehen die Gefahr von Bevormundung der Konsumenten bei der Wahl von Waren sowie der Bürger allgemein bei der Lebensgestaltung. Auch wird eine fehlende Praktikabilität der von der Organisation geforderten Kontrollen beanstandet.
Des Weiteren wurden immer wieder Bereicherungsvorwürfe gegen die MADD laut.
Eine der heftigsten Kritiker von MADD ist deren Gründerin Candy Lightner selbst. Seitdem sie sich 1985 mit der Organisation überworfen hat, nennt sie die Ausrichtung der MADD auf die völlige Verdrängung von Alkohol einen Fehler. Ihren eigenen Worten zufolge gründete sie die Organisation, um Trinker vom Steuer fernzuhalten, und nicht, um einen „Feldzug“ gegen Alkohol im Allgemeinen zu führen. Mitte der 90er Jahre war sie sogar für eine Lobbyorganisation der amerikanischen Brauereiindustrie tätig, um die Absenkung der zulässigen Promillegrenze zu verhindern.

### Befürwortung
- www.madd.org

### Kritik
- ActivistCash.com – Kritik am neo-prohibitionitischen Ansatz von MADD
- The Center for Consumer Freedom, Lobbyistenorganisation der Getränkeindustrie
- getMadd.com Kritiker des MADD.
- Stop The MADDness! von Tom Alciere
- Fighting Madd, ein Artikel im Modern Drunkard Magazine